# Husein Đogo
Husein (event. Husejn) Đogo (1. května 1880 Mostar, Bosna a Hercegovina – 11. září 1961 Gradačac, Federativní lidová republika Jugoslávie) byl bosenskohercegovský spisovatel, pedagog a novinář bosňáckého původu. Původní rodinné příjmení Gluščević časem nahradila přezdívka Đogo, tu měl zavedenu i v rodném listu, od roku 1933 se podepisoval jako Dubravić-Đogo a nakonec jen Dubravić.

## Život
Narodil se do chudé muslimské rodiny. V rodném Mostaru dokončil mekteb a ruždii, muslimské základní školy, a tři ročníky Vyššího gymnázia. Nato přestoupil do Sarajeva, kde vystudoval Učitelskou školu (1904). Poté získal místo učitele v Bugojnu a Konjici. Roku 1905 obdržel stipendium na Učitelské akademii ve Vídni, kterou úspěšně dokončil. Po návratu do vlasti znovu pracoval jako učitel v Konjici, posléze jako pedagog v Obchodní odborné škole v Tuzle, dále v Mostaru a Brčku a konečně v Derventě se stal učitelem v Mužské učitelské škole (1916–1924). Profesorkou zkoušku vykonal roku 1920.
Roku 1924 byl z politických důvodů penzionován, nicméně již následujícího roku byl znovu povolán do zaměstnání, roku 1926 se pak stal ředitelem Ženské muslimské občanské školy v Sarajevu. S intelektuály Edhemem Mulabdićem, Džemaluddinem Čauševićem a Hamdijou Kreševljakovićem roku 1927 v Sarajevu založil kulturní list Novi behar (Nový Květ), tiskový orgán muslimského spolku Narodna uzdanica (Lidová opora), v němž po dvě léta vykonával post šéfredaktora (až do 15. 1. 1930). Roku 1929 byl krátce po zavedení královské diktatury coby známý opozičník umístěn do školy v obci Blace u jihosrbského Niše. Roku 1932 byl na vlastní žádost přesunut do Loznice u srbsko-bosenských hranic a posléze roku 1935 do Tuzly. Roku 1941, kdy se po německé invazi rozpadla Jugoslávie, se stal ředitelem Občanské školy v Tuzle, načež byl po jednom roce přemístěn do záhřebské Státní druhé občanské školy. Krátce nato byl penzionován.
První literární črty začal uveřejňovat v časopisech roku 1900, mimo jiné spolupracoval s periodiky Behar, Biser, Gajret, Novi Behar a Kalendar Narodne uzdanice. Velkou popularitu si získal jako autor humoresek a komedií. Od dětství také sbíral lidovou slovesnost.

## Stručný přehled díla
- Kratak pregled perzijske književnosti (Krátký přehled perské literatury, Mostar 1914, nejprve v čsp. Biser, Mostar I/1912–1913), publicistické dílo
- Jutarnji razgovori (Ranní rozpravy, v čsp. Novi Behar, Sarajevo II/1928–29), drama
- Sreća mladog Ljubovića (Štěstí mladého Ljuboviće, Gradačac 2005, Sarajevo 2007, nejprve v čsp. Novi Behar, Sarajevo VII/1933–34 až VIII/1934–35, Novi Behar, Sarajevo IX/1936, Glasnik VIS-a, 1973), román
- Zlatna jabuka (Zlaté jablko, v čsp. Novi Behar, Sarajevo X/1936–37), román
- Majka plače a otac se smije (Matka pláče a otec se směje, v čsp. Novi Behar, Sarajevo XIII/1939–40), drama
- Načelnikova tikva (Náčelníkova tykev, v čsp. Novi Behar, Sarajevo XIV/1941–42), drama